# Pila (chi ốc nước ngọt)
Pila là một chi ốc nước ngọt trong họ Ampullariidae. Chi này có khoảng 30 loài, có mặt ở nhiều nơi trên thế giới từ châu Phi sang châu Á.

## Các loài
- Pila africana (v. Martens, 1886)[2][3]
- Pila ampullacea (Linnaeus, 1758) - type species[2][3]
- Pila brohardi (Granger, 1892)[2]
- Pila cecillei (Philipi, 1848)[2][3]
- Pila conica (Gray, 1828)[2]
- Pila globosa (Swainson, 1822)[2]
- Pila occidentalis (Mousson, 1887)[2][3]
- Pila ovata (Olivier, 1804)[2][3]
- Pila pesmei (Morelet, 1889)[2]
- Pila polita (Deshayes, 1830)[2]
- Pila saxea (Reeve, 1856)[2]
- Pila scutata (Housson, 1848)[2]
- Pila speciosa Philippi, 1849[2][3]
- Pila virens (Lamarck)[2]
- Pila wernei (Philipi, 1851)[2][3]

- Pila aperta (Prashad, 1925)[2]

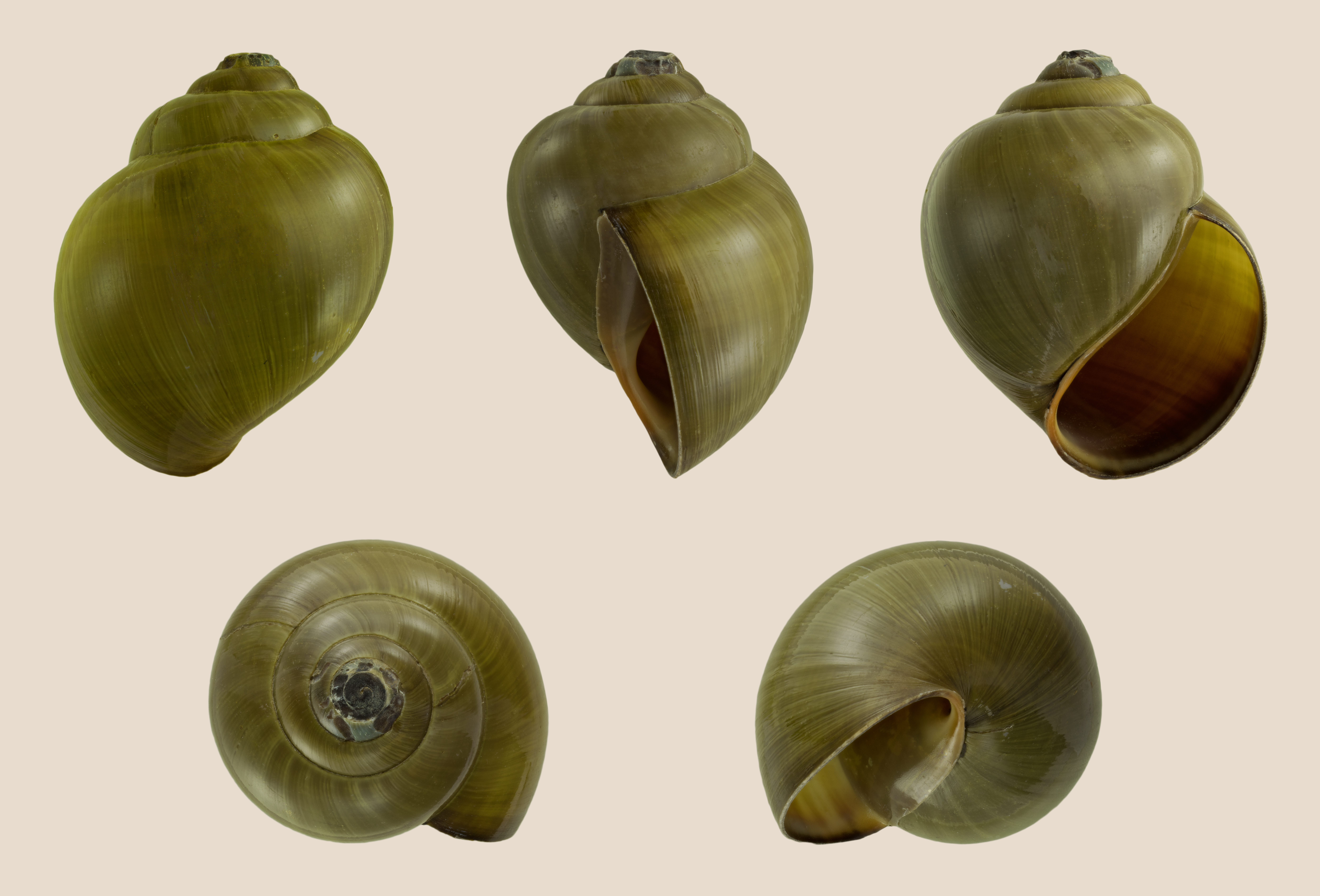
Pila polita

- Pila (Turbinicola) saxea (Annandale & Prashad, 1921)[2]

Danh sách này không đầy đủ, bạn cũng có thể giúp mở rộng danh sách.